# Laggenbeck

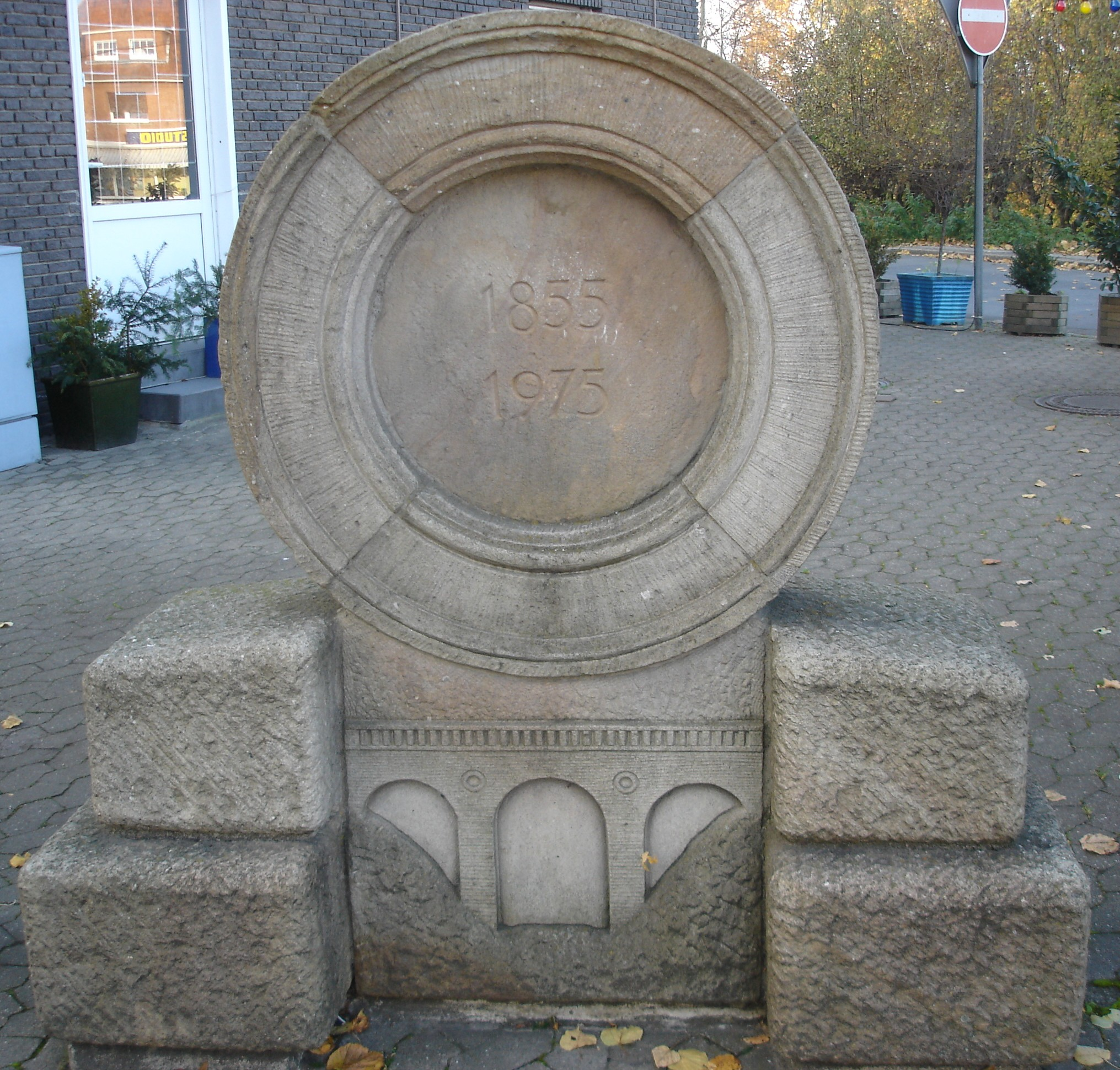
Denkmal an der alten Steinbrücke

Laggenbeck ist ein Stadtteil im Osten der Stadt Ibbenbüren in der Region Tecklenburger Land des Kreises Steinfurt (Nordrhein-Westfalen). Mit 9.540 Einwohnern (30. September 2018) ist er nach der Innenstadt der größte Ortsteil der Stadt. Laggenbeck wurde um 1150 erstmals urkundlich erwähnt. Der Ursprung des Dorfes befindet sich im heutigen Aatal. Es wird vermutet, dass der Name von Sumpfbach oder Ähnlichem abgeleitet wurde. Bis zum Abbruch und Neubau einer größeren Brücke im Jahre 1975 war die alte steinerne Eisenbahnbrücke der Mettinger Straße (L796) über den Bahndamm das Wahrzeichen von Laggenbeck. Sie wird noch vielfach in Dokumenten als Symbol von Laggenbeck verwendet.

## Ortsbild

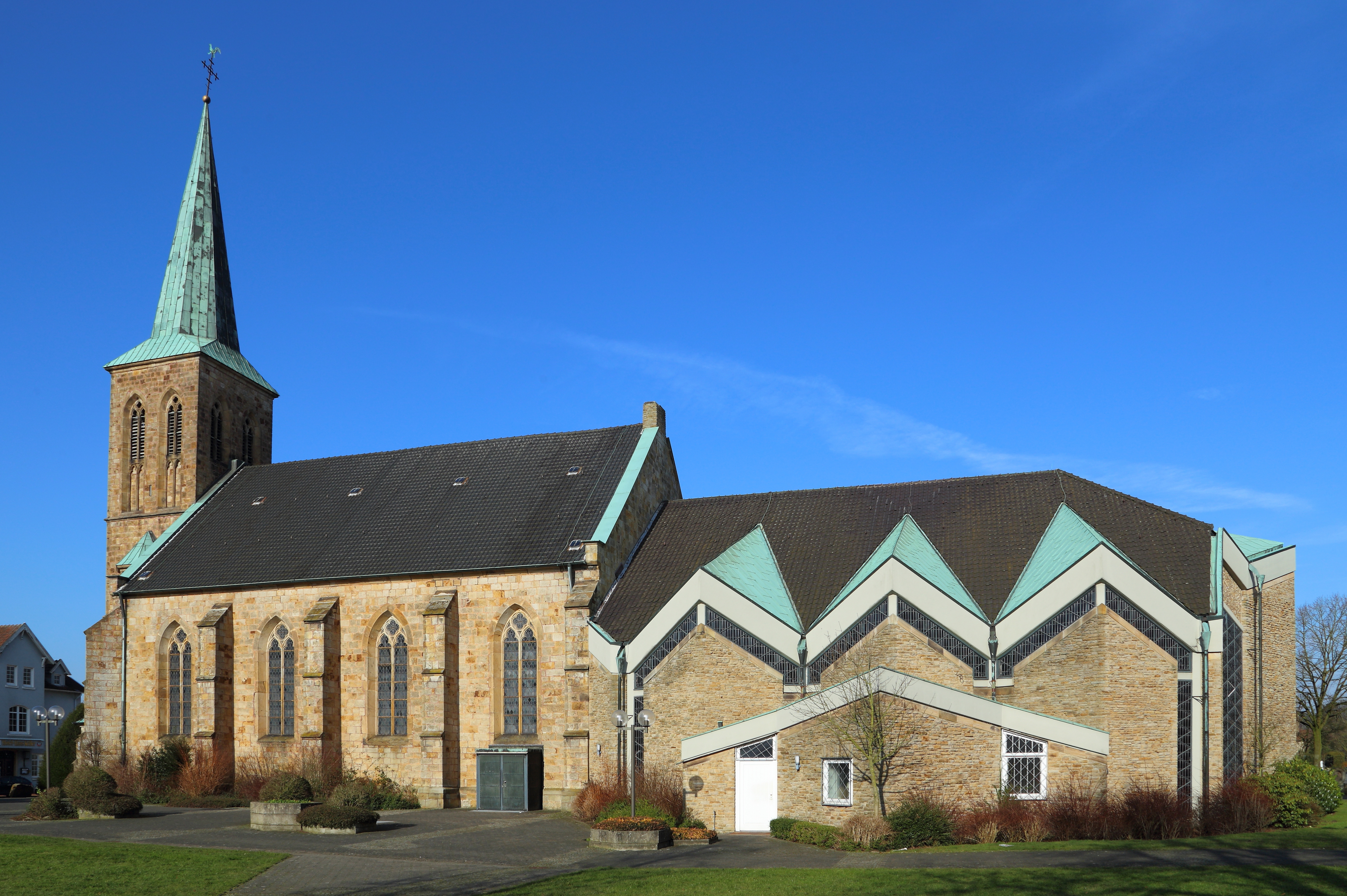
Die St.-Maria-Magdalena-Kirche

Der Eingang nach Laggenbeck von der Autobahn 30 aus wird durch den so genannten Rosen-Kreisel geschmückt. Dieser Kreisverkehr war der erste Kreisverkehr im Kreis Steinfurt. 
Im Zentrum des Dorfes befinden sich zwei Kirchen: Die katholische St.-Maria-Magdalena-Kirche und die evangelische Johanneskirche an der Permer Straße.
Seit Anfang der 1990er Jahre erfährt der Stadtteil einen regelrechten Bauboom, durch den sich der Stadtteil in alle Richtungen kontinuierlich ausgebreitet hat. Da der Kern von Laggenbeck im Norden weitestgehend durch den Schafberg und im Süden durch die Bundesautobahn 30 begrenzt wird, sind hier die meisten Baugebiete bereits erschlossen. Die Hauptentwicklung konzentriert sich daher in Richtung Osten und Westen. Obwohl der Ortsteil immer noch sehr landwirtschaftlich geprägt ist, hat er seit dieser Zeit eine Entwicklung hin zu einem Wohnvorort erlebt.

## Einwohner
Die Stadt Ibbenbüren erhebt die Einwohner von Laggenbeck zusammen mit Osterledde.
| Datum      | Einwohner |
| ---------- | --------- |
| 31.12.2006 | 9.592     |
| 31.03.2010 | 9.468     |
| 31.12.2015 | 9.384     |
| 30.09.2017 | 9.523     |
| 30.12.2023 | 9.542     |

## Einrichtungen

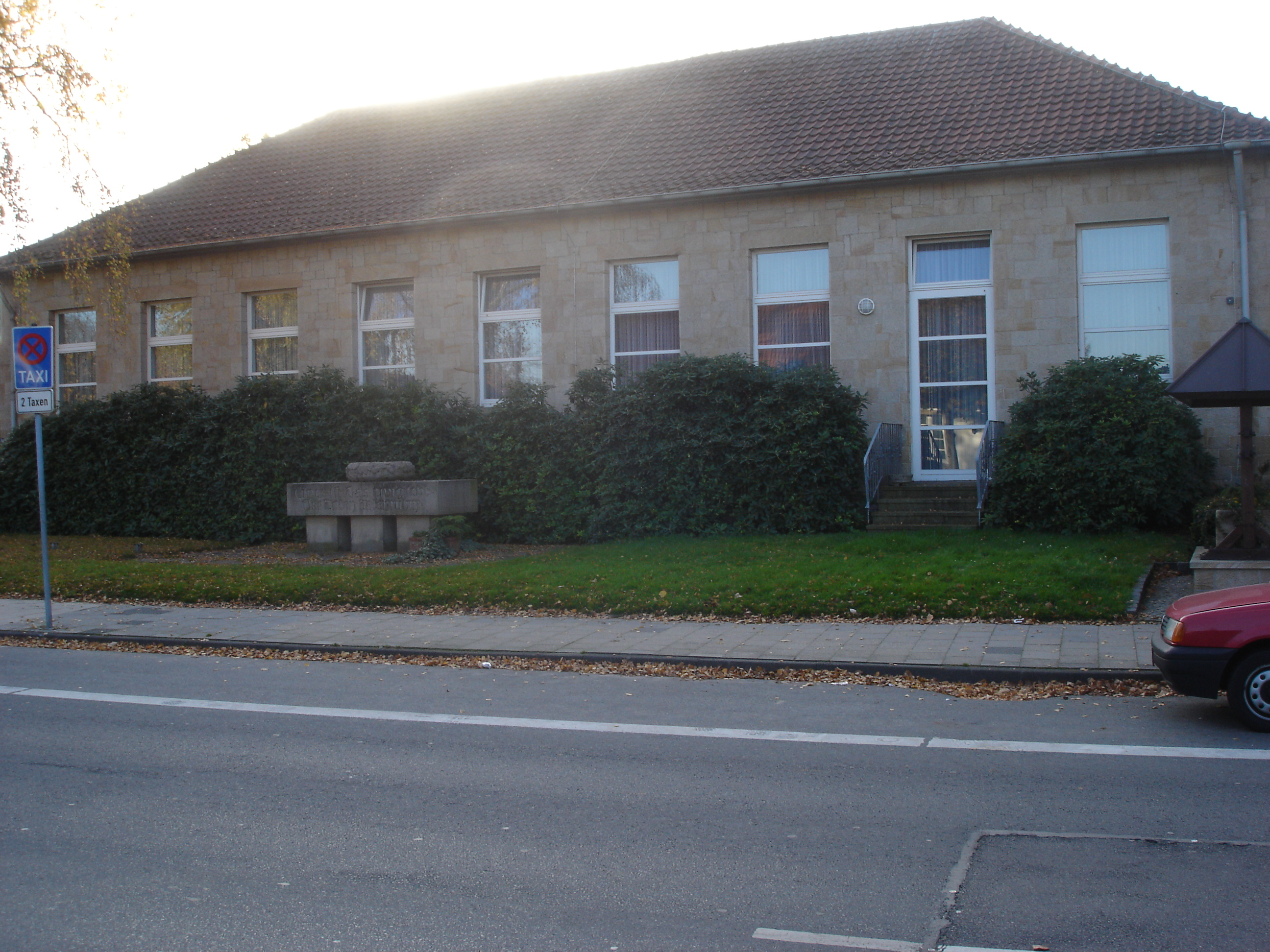
Das Dorfgemeinschaftshaus

Neben der bereits erwähnten katholischen und evangelischen Kirche besitzt der Stadtteil mehrere Kindergärten sowie zwei Schulen: Die Kardinal-von-Galen-Grundschule ist die größte Grundschule im gesamten Stadtgebiet. Die zweite Schule ist eine Ganztageshauptschule, in der die Schüler auch nachmittags betreut werden. Zwischen Mai und September hat das von einem privaten Förderverein getragene Freibad am zentral gelegenen Marktplatz geöffnet. Für größere Veranstaltungen steht das Dorfgemeinschaftshaus in einer umgebauten, mehrere Jahrzehnte alten Turnhalle zur Verfügung, welche ursprünglich 1936/37 als Hitlerjugendheim erbaut wurde.

## Verkehr
Laggenbeck liegt direkt an der Autobahn 30 (E30), Anschlussstelle Nr. 12. Dadurch ist die rund 20 km entfernte Großstadt Osnabrück in gut 15 Minuten mit dem Auto erreichbar. Am äußersten nördlichen Rand des Stadtteils verläuft die Landesstraße L 501, die ehemalige Bundesstraße 65. 
Der Flughafen Münster/Osnabrück (FMO) ist circa 20 km entfernt. Seit der Schließung des Bahnhofsgebäudes und Abbau der Gleisanlagen für den Güterverkehr besitzt Laggenbeck nur noch den Eisenbahnhaltepunkt „Ibbenbüren-Laggenbeck“ an der Bahnstrecke Löhne–Rheine, der Hauptstrecke von Amsterdam nach Berlin. Über die hier haltenden Regionalbahnen besitzt der Stadtteil Verbindungen nach Rheine und Bad Bentheim sowie Osnabrück, Braunschweig und Bielefeld.
Westumgehung K24n

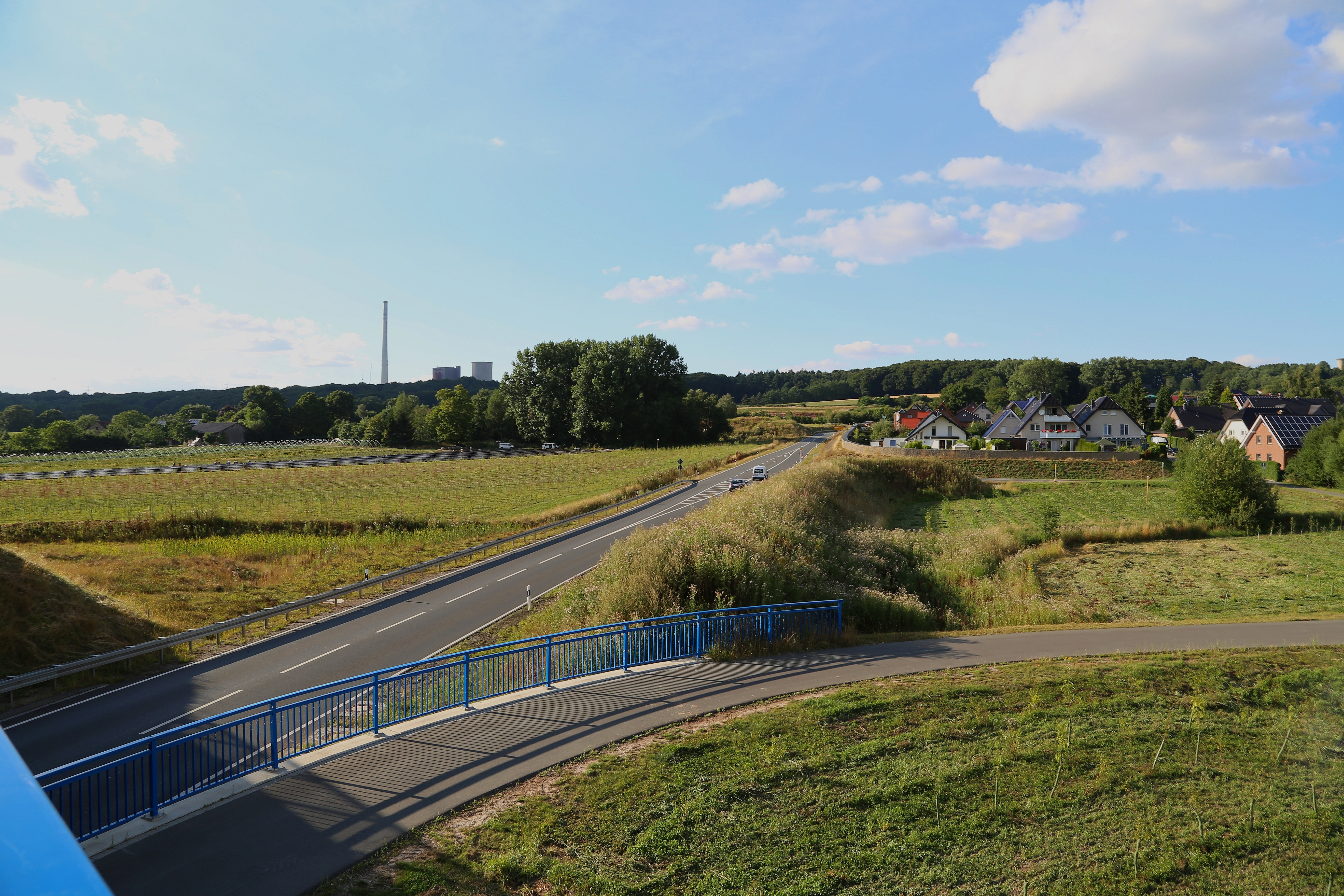
Die Westumgehung von Laggenbeck. Im Hintergrund die Ibbenbürener Bergplatte mit dem Kraftwerk Ibbenbüren

Aufgrund des hohen Durchgangsverkehrs von der Autobahn zur L 501 wurde lange Jahre der Bau einer Ortsumgehung im Westen von Laggenbeck (k24n) diskutiert. Nach vielen Jahren wurde im Jahr 2008 der Bau des ersten Teilstücks zwischen dem Kreisverkehr unweit der Autobahn bis zur Alstedder Straße begonnen und am 25. Oktober 2011 eingeweiht. In die 1220 Meter lange Straße wurden durch verschiedene Baulastträger 8,75 Millionen Euro investiert, so trug der Kreis Steinfurt 1,61 Millionen Euro, die Stadt 1,49 Millionen Euro und der Regierungsbezirk Münster 5,65 Millionen Euro bei.
Zurzeit wird die Weiterführung der Straße zur L 501 Osnabrücker Straße auf der Ibbenbürener Bergplatte geplant. Durch das 6,5 Millionen Euro kostende Projekt soll der Ortskern von Laggenbeck vom Verkehr entlastet werden.

## Wirtschaft

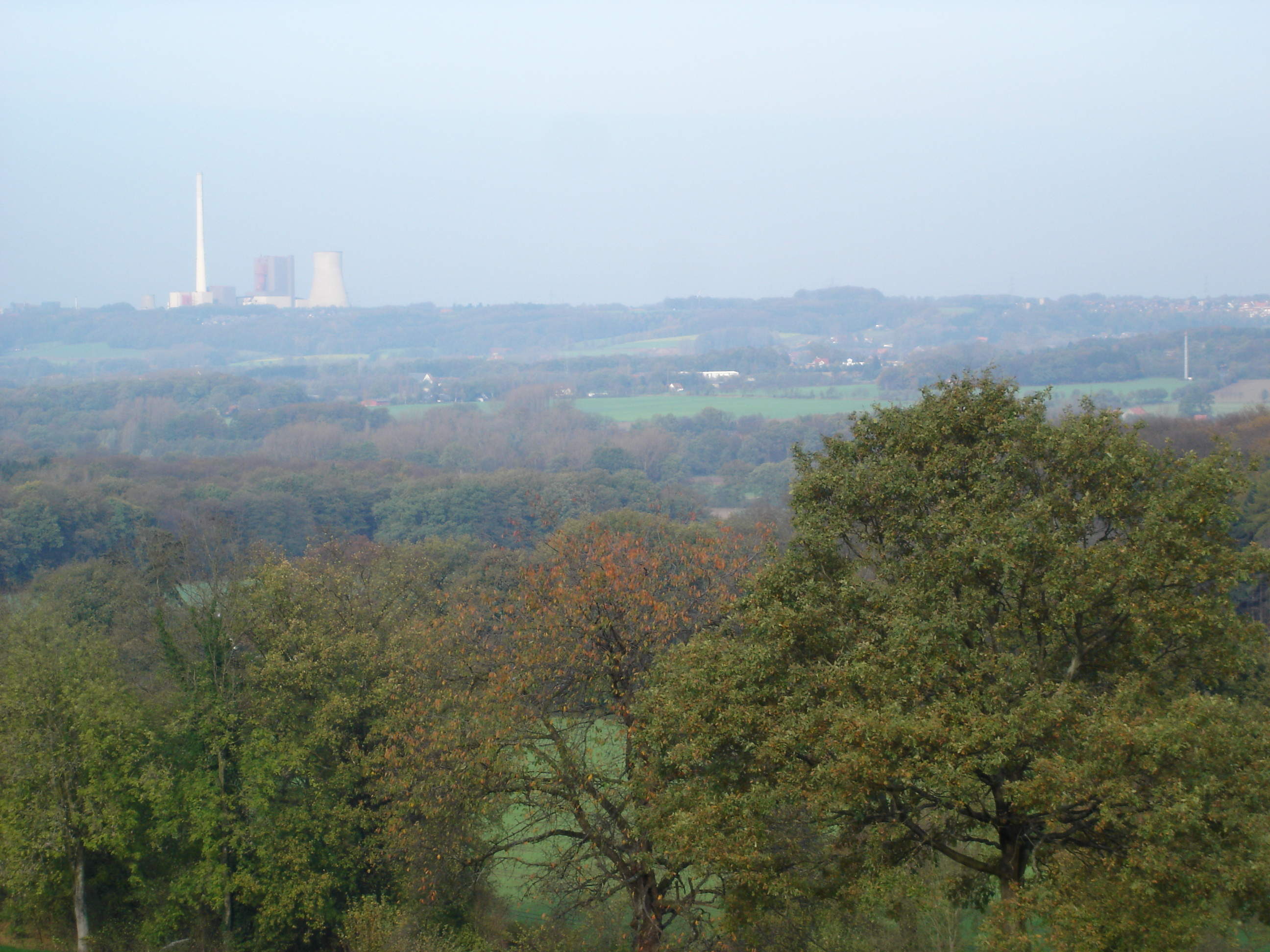
Blick vom Teutoburger Wald bei Tecklenburg auf das Aatal

Größter Arbeitgeber in Laggenbeck ist die Firma Keller HCW, ein führender Hersteller von Ziegeleianlagen, der nach langer Selbständigkeit inzwischen zur Legris-Industries Gruppe (Frankreich) gehört. Schon seit Ende des 19. Jahrhunderts ist der Betrieb nahe der Mitte des Zentrums von Laggenbeck angesiedelt. Weitere mittelständische Betriebe prägen das Wirtschaftsbild. Aufgrund der verkehrsgünstigen Lage zur Autobahn 30 haben sich im Industriegebiet Auf der Lau mehrere Dienstleistungsunternehmen angesiedelt, darunter u. a. der Wasserversorgungsverband Tecklenburger Land, die Internetdruckerei logiprint und die Firma Fashion Logistics. Außerdem befindet sich hier auch Europas größter Musikladen. Musik Produktiv zählt nach Firmen-Angaben mit 4.600 Quadratmetern Verkaufsfläche zu den größten Musikalienhändlern Europas und beschreibt sich selbst als "Mekka der Musiker". 
Ein weiterer wichtiger Wirtschaftsfaktor ist historisch bedingt noch immer die Landwirtschaft. Aufgrund des Wachstums des Stadtteils wird sie jedoch immer weiter in die Außenbereiche zurückgedrängt. Während sie im Westen schon fast vollständig verschwunden ist, befinden sich die meisten Bauernhöfe im Osten von Laggenbeck im Bereich Osterledde und südlich der Bundesautobahn 30 im Aatal.
Die Interessen der Gewerbetreibenden werden durch die Werbegemeinschaft Laggenbeck vertreten, in der viele Kaufleute, Handwerker und Freiberufler Laggenbecks Mitglied sind.

## Freizeit

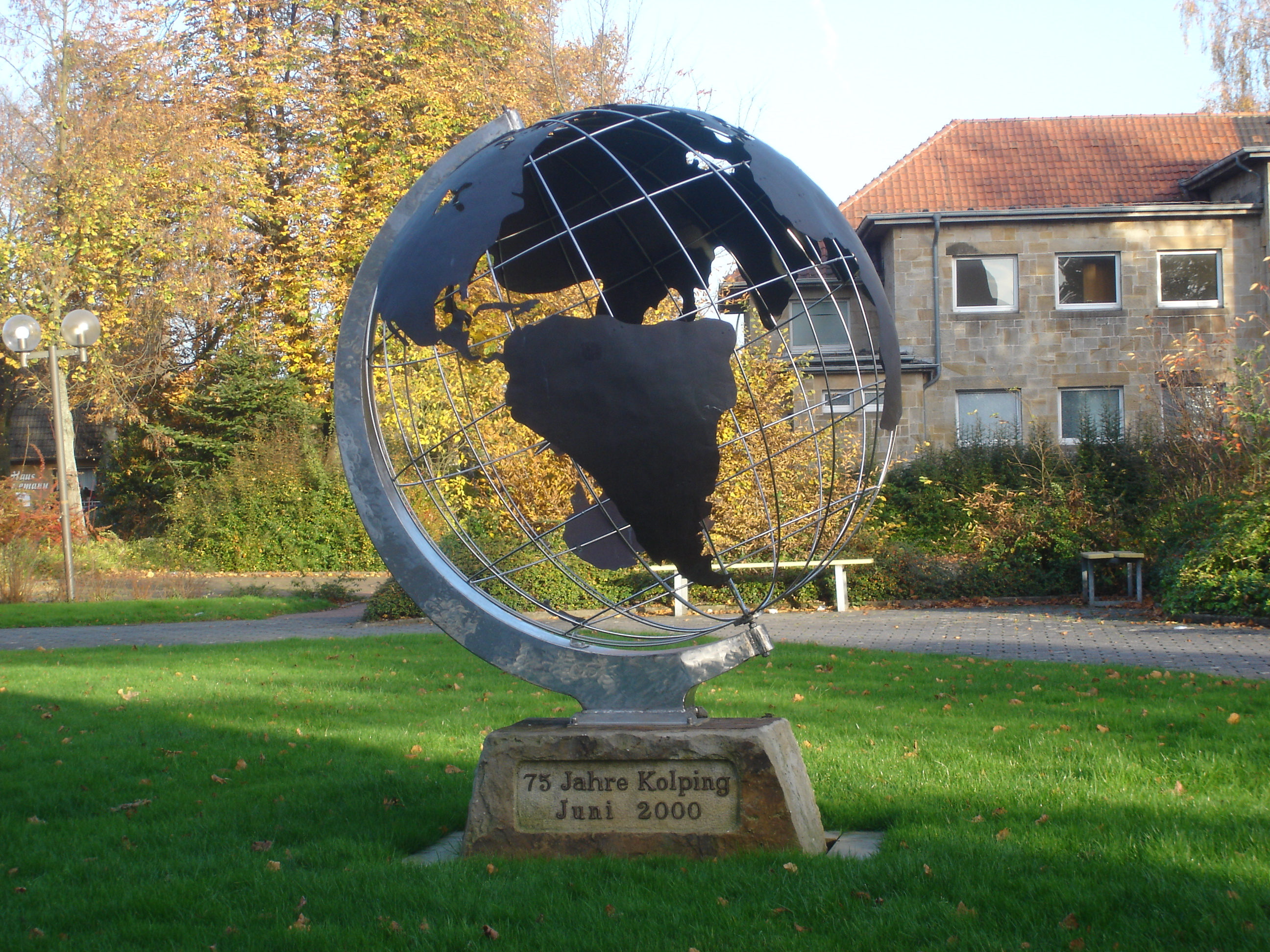
Das Denkmal für 75 Jahre Kolping in Laggenbeck

Neben dem von Mai bis September geöffneten, ehrenamtlich betriebenen Freibad, dem 1. Bürgerbad im Kreis Steinfurt, gibt es in Laggenbeck mehrere Sportplätze, Sporthallen und einen Tennisplatz, sowie entsprechende Sportvereine. Der bekannteste und größte Verein ist der 1920 gegründete SV Cheruskia Laggenbeck, der die Sportarten Fußball, Leichtathletik, Tennis, Tischtennis, Turnen und Volleyball anbietet. Sehr beliebt ist auch das Wandern oder Fahrradfahren, insbesondere im weitläufigen Aatal und dem nahe gelegenen Luftkurort Tecklenburg, sowie im Teutoburger Wald.
In Sachen Kultur finden sich in Laggenbeck mehrere Fastnachtsvereine, vornehmlich in den einzelnen Siedlungsgebieten, die unter anderem jedes Jahr ihre Karnevalsfeiern in den vielen Gaststätten veranstalten. Musikalisch wird es in der Volkstanzgruppe der KAB Laggenbeck sowie den verschiedenen Chören.

## Besondere Ereignisse
Jedes Jahr findet im November der sog. Martini-Markt statt. Hierbei handelt es sich um eine Art vorgezogenen Weihnachtsmarkt, um nicht mit vielen Umlandgemeinden zeitgleich einen Weihnachtsmarkt zu veranstalten. Dadurch wird sich ein erhöhter Besucherzulauf und somit eine bessere Umsatzposition erhofft.
Am letzten Wochenende im Juli findet alljährlich die Laggenbecker Kirmes statt. Dabei werden die Straßen rund um die katholische Kirche im Zentrum und der Marktplatz gesperrt. Nach der Ibbenbürener Großkirmes ist sie die zweitgrößte Kirmes in der Stadt Ibbenbüren.
Alle fünf Jahre finden Begegnungswochen von Volkstanzgruppen statt. Zu diesem Treffen sind Volkstanzgruppen aus aller Welt eingeladen. Sie übernachten bei Gasteltern, größtenteils in Laggenbeck. Die Teilnehmer kommen zum Beispiel aus den USA, Brasilien, Schweden, Norwegen, Finnland, Israel, Niederlande, Eswatini, dem Baltikum und Polen. Veranstaltet wird dieses Ereignis von der Volkstanzgruppe der KAB Laggenbeck. Im Jahre 2007 nahmen an der Veranstaltung 434 Tänzer aus 14 Gruppen aus der ganzen Welt teil. Bei dem abschließenden Festumzug herrscht stets großes Gedränge in den Straßen Laggenbecks.